# Chasse annuelle aux dauphins de Taiji

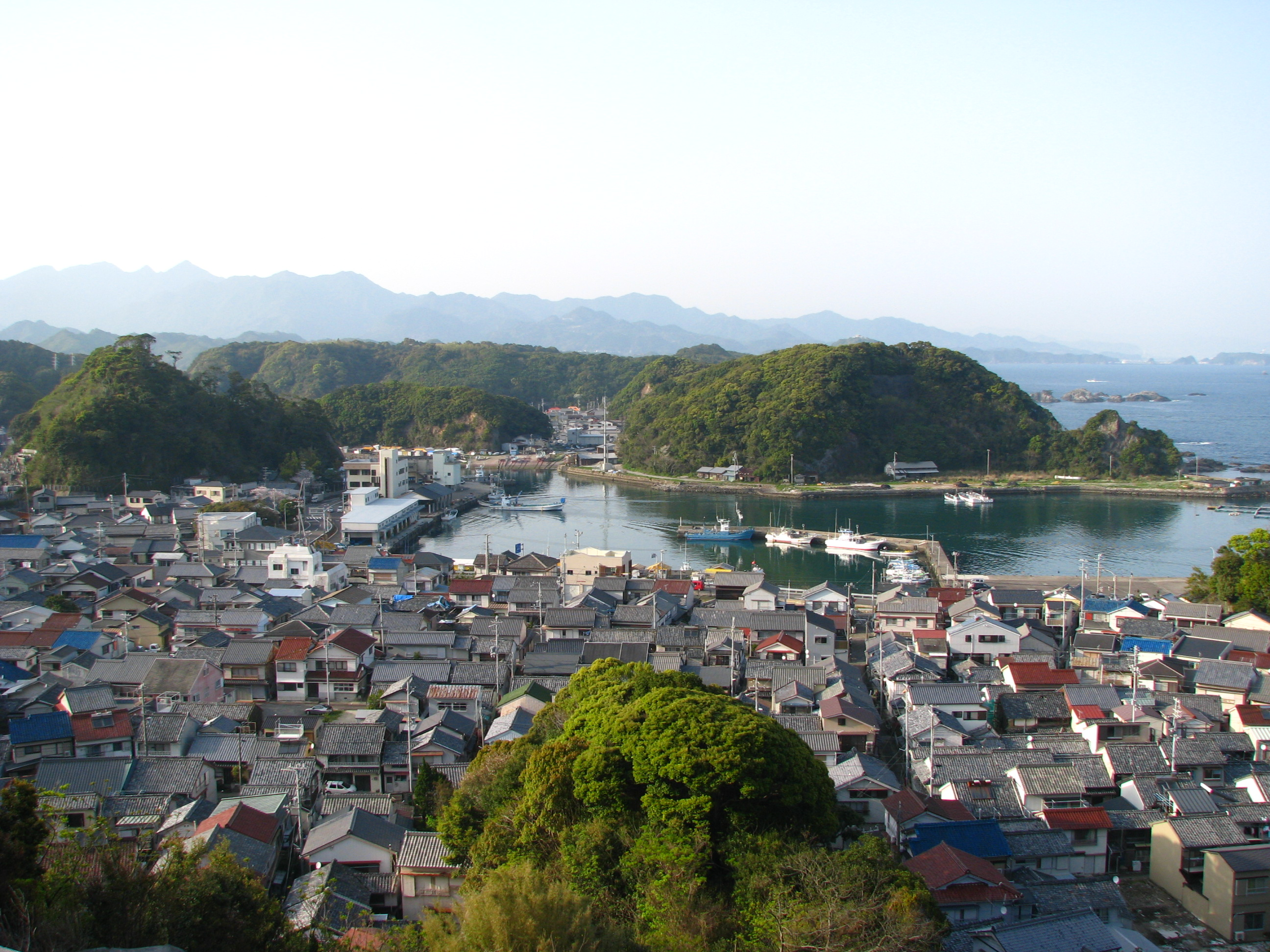
Le village de Taiji.

La chasse annuelle aux dauphins de Taiji est une pêche dirigée saisonnière qui se déroule chaque année à Taiji au Japon, de septembre à mars. Selon l'agence de la Pêche japonaise, 1 623 dauphins ont été pêchés dans la préfecture de Wakayama dans des buts alimentaires, ou lucratifs via la vente d'animaux à l'international pour des delphinariums. La grande majorité d'entre eux sont pêchés dans la baie de Taiji.
La chasse annuelle aux dauphins est la principale source de revenus pour la population locale, et a fait l'objet d'une critique d'une ampleur mondiale basée sur la cruauté de la pratique et sur le haut taux de mercure contenu dans la viande de dauphin.

## Histoire
Les pêcheurs du village de Taiji ont affiné leur technique de pêche aux cétacés, ont pris part à de nombreuses chasses à la baleine depuis le début du XVIIe siècle, et Taiji devient un des principaux villages liés à la chasse à la baleine et aux cétacés en 1675. En 2009, le quota de pêche de dauphins est fixé à environ 2 400 cétacés. Si la plupart des dauphins sont abattus pour leur viande, la principale source de revenus vient du commerce de dauphins capturés vivants et vendus à l'international à des parcs aquatiques, à des prix atteignant les 110 000 euros par dauphin,.

## Méthode
Au Japon, la chasse dirigée se déroule en groupe de pêcheurs. Lorsqu'un groupe de dauphins est repéré, les bateaux de pêche se dirigent vers leur position. Les pêcheurs plongent alors une partie d'un long tuyau en métal dans l'eau et le frappent à l'aide de maillets.
Leurs placements sur les eaux est établi stratégiquement de façon que les dauphins s'éloignent du large, et approchent la côte. Le bruit généré par les pêcheurs perturbent le sonar des dauphins qui ne parviennent plus à s'orienter, et qui se laissent entraîner dans la crique de Taiji. Une fois arrivés dans la baie, des filets sont rapidement mis en place par les pêcheurs pour empêcher que les dauphins ne s'échappent.
Les dauphins étant dès lors très agités, ils sont laissés dans la baie pendant la nuit, ce qui a pour effet de les affaiblir. Le lendemain, les pêcheurs vont dans la baie, et tuent les dauphins un par un. La méthode utilisée historiquement consiste à sectionner la trachée de l'animal, puis de le laisser mourir par exsanguination.
Le gouvernement japonais a interdit cette méthode qui est dès lors sanctionnée. La méthode officiellement utilisée exige qu'une tige en métal soit enfoncée dans la région cervicale (au niveau du cou) du dauphin, sectionnant son tronc cérébral, et entraînant la mort en quelques secondes, selon une note de Senzo Uchida, secrétaire exécutif lors de la Conférence des cétacés du Japon aux jardins zoologiques et aquariophiles.
Selon un document universitaire publié dans le Journal of Applied Animal Welfare Science, intitulé Analyse comportementale vétérinaire sur les méthodes de mise à mort des dauphins utilisées lors de la pêche dirigée à Taiji au Japon statue que le fait d'introduire à l'aide d'une broche une tige en métal dans la colonne vertébrale, comme ce qui est réalisé à Taiji créé une telle douleur et un tel stress qu'une méthode telle serait proscrite au Japon si elle était utilisée pour abattre du bétail. De nombreux vétérinaires et spécialistes du comportement ont étudié la méthode actuelle d'abattage des dauphins à Taiji et ont conclu qu'une telle méthode d'abattage ne pourrait être tolérée dans un pays appartenant au monde développé.

## Activisme environnemental
The Cove (La Baie de la honte) est un film documentaire américain qui dénonce les pratiques de pêche controversée dans une petite baie à Taiji dans la préfecture de Wakayama au Japon. 
Le film, qui a reçu l'Oscar du meilleur film documentaire en 2010, a été réalisé par l'ancien photographe du National Geographic, Louie Psihoyos, et filmé secrètement en 2007 à l'aide de microphones sous-marins et de caméras de haute résolution camouflées en rochers.
Le film suit le combat de Richard O'Barry, ancien dresseur de dauphins devenu activiste, dans son enquête sur la chasse au dauphin à Taiji (Wakayama).

## Devenir des cétacés chassés

### Vente aux delphinariums
Parmi les delphinariums qui ont acheté des dauphins issus de cette chasse se trouvent le delphinarium du Muséum d'histoire naturelle de Constanța (Complexul Muzeal de Științe ale Naturii Constanța) en Roumanie, et le Friguia Parc en Tunisie,.